# نیروهای مسلح بوسنی و هرزگوین
نیروهای مسلح بوسنی و هرزگوین (OSBiH) نیروی رسمی ارتش بوسنی و هرزگوین است. نیروهای مسلح BiH در سال ۲۰۰۵ رسماً متحد شدند و از دو ارتش بنیانگذار ارتش بوسنیایی-کرواتی فدراسیون بوسنی و هرزگوین و ارتش صرب‌های بوسنی جمهوری سوپرکسکا (VRS) تشکیل شده‌اند.